# 五十嵐忠男
五十嵐 忠男（いがらし ただお、1952年11月9日 - ）は、日本中央競馬会栗東トレーニングセンターに所属していた元調教師、元騎手。息子の友樹は、小林真也厩舎の調教助手を1年で辞め、谷潔厩舎の攻め専にて勤務。

## 来歴
1973年に田所秀雄厩舎より騎手デビュー。初騎乗は同年3月4日阪神競馬第7競走のミスクロンサンで3着。初勝利は同年3月24日の阪神競馬第9競走のセンタービバーであった。
1977年に清水久雄厩舎に移籍し、騎手引退まで所属する。1984年の中日新聞杯をアスコットエイトで制して重賞初勝利。1990年のラジオたんぱ杯3歳牝馬ステークスをイソノルーブルに騎乗して優勝。その後はクラシックでの勝利が期待されたが、翌1991年のエルフィンステークスを勝った後、松永幹夫に乗り替わりとなり、クラシックで騎乗することはなかった。
1993年に調教師免許を取得、騎手を引退して調教師へと転身した。翌1994年に厩舎を開業。初出走は同年3月12日中京競馬第8競走のタイウンザーで14着、初勝利は同年7月2日札幌競馬第1競走のニッポーダイヤで、延べ16頭目であった。 
2005年の阪神ジュベナイルフィリーズをテイエムプリキュアで制し、調教師としての重賞初勝利がGI（JpnIを含む）競走でとなった。
2023年2月28日をもって調教師を引退した。

## 騎手成績
|      | 1着 | 2着 | 3着 | 騎乗数 | 勝率 | 連対率 |
| ---- | --- | --- | --- | ------ | ---- | ------ |
| 平地 | 176 | 213 | 204 | 2584   | .068 | .151   |

|            | 日付           | 競走名     | 馬名             | 頭数 | 人気 | 着順 |
| ---------- | -------------- | ---------- | ---------------- | ---- | ---- | ---- |
| 初騎乗     | 1973年3月4日   | -          | ミスクロンサン   | -    | -    | 3着  |
| 初勝利     | 1973年3月24日  | -          | センタービバー   | -    | -    | 1着  |
| 重賞初騎乗 | 1973年8月19日  | 北海道3歳S | ベルトップ       | 12頭 | 12   | 10着 |
| 重賞初勝利 | 1984年1月22日  | 中日新聞杯 | アスコットエイト | 8頭  | 1    | 1着  |
| GI級初騎乗 | 1983年11月13日 | 菊花賞     | アスコットエイト | 21頭 | 11   | 21着 |

### 主な騎乗馬
- アスコットエイト（1984年中日新聞杯）
- イソノルーブル（1990年ラジオたんぱ杯3歳牝馬ステークス）

## 調教師成績
|            | 日付           | 競馬場・開催  | 競走名     | 馬名               | 頭数 | 人気 | 着順 |
| ---------- | -------------- | ------------- | ---------- | ------------------ | ---- | ---- | ---- |
| 初出走     | 1994年3月12日  | 1回中京5日8R  | 4歳500万下 | タイウインザー     | 16頭 | 5    | 14着 |
| 初勝利     | 1994年7月2日   | 1回札幌7日1R  | 4歳未勝利  | ニッポーダイヤ     | 8頭  | 3    | 1着  |
| 重賞初出走 | 1996年7月28日  | 2回札幌8日11R | 札幌3歳S   | ママノパンチ       | 13頭 | 12   | 9着  |
| GI初出走   | 1998年10月25日 | 5回京都6日11R | 秋華賞     | スピーディローザー | 18頭 | 15   | 17着 |
| GI初勝利   | 2005年12月4日  | 5回阪神2日11R | 阪神JF     | テイエムプリキュア | 18頭 | 8    | 1着  |

### 主な管理馬
- テイエムプリキュア（2005年阪神ジュベナイルフィリーズ、2009年日経新春杯）
- マイネレーツェル（2008年フィリーズレビュー、ローズステークス）
- テイエムオーロラ（2010年府中牝馬ステークス）
- テイエムハリアー（2011年京都ジャンプステークス、2012年阪神ジャンプステークス、2013年京都ハイジャンプ）
- アルムダプタ（2012年北海道2歳優駿）
- マサノブルース（2012年京都ジャンプステークス）
- タガノエスプレッソ（2014年デイリー杯2歳ステークス、2020年阪神ジャンプステークス、京都ジャンプステークス、2022年京都ハイジャンプ）
- マキオボーラー（2016年小倉サマージャンプ）
- テイエムチューハイ（2021年霧島賞）
- ウインマイティー（2022年マーメイドステークス）
- テイエムスパーダ(2022年CBC賞)

## 主な厩舎所属者
※太字は門下生。括弧内は厩舎所属期間と所属中の職分。
- 合谷喜壮（2002年 騎手、2002年-2006年 調教助手）
- 古川吉洋（2005年 騎手）
- 南井大志（2006年-2007年 騎手）
- 国分恭介（2009年-2010年 騎手）